# أبوسوميات صغيرة وأشباهها
الأبوسوميات الصغيرة وأشباهها (الاسم العلمي: Microbiotheria) هي فوق رتبة من الثدييات تتبع أصنوفة الجرابيات الأسترالية من الجرابيات.

## التصنيف
- رتبة الأبوسوميات الصغيرة
  - فصيلة الأبوسومات الصغيرة
    - †الأبوسوم الصغير
    - †الأبوسوم الصغير الفجري
    - الأبوسوم زغبي الوجه